# État de Damas
1920–1924
Entités précédentes :
- Territoires ennemis occupés

Entités suivantes :
- État des Druzes (1921)
- État de Syrie

L'État de Damas est l'un des États créés par les Français dans le mandat français en Syrie.

## Histoire
Il est créé en 1920 par le haut-commissaire de France au Levant Henri Gouraud et disparaît en 1925 au profit d'un unique État syrien.